# 隴西院
隴西院位於四川省江油縣（原彰明縣）青蓮鄉，文物遺址年代判定為清代，该地分布着太白祠、隴西院、粉竹樓、洗墨池、月園墓等有關遺蹟，合稱“李白故居”。

## 历史
陇西院始建於北宋，清乾隆時重修，光緒二十二年（1896年）增修太白、倉頡、文昌、地母四重殿堂。
1961年7月13日，“太白故居”被列為四川省第二批歷史及革命文物保護單位。文化大革命时期（1966-1976年），造反派在“破四旧”时将照壁上的五条雕龙铲平，后欲进一步铲掉山门顶正中的用碎青花瓷竖镶的“陇西院”三个大字，遭制止后，遂用黄泥将三字和对联抹平（文革后重见天日，四川省文化部认定其具有极高的历史价值和艺术价值）。
1980年7月7日，重新被公佈為四川省第一批文物保護單位，包括隴西院、粉竹樓、太白祠。今存山門照壁及李白故居小院。
2008年，四川汶川大地震，导致陇西院垮塌严重。

## 结构
隴西院位於青蓮鎮天寶山西南麓，是李白幼時讀書之地。山門彩飾，上刻有「弟妹墓猶存，莫謂仙人空浪跡；藝文志可者，由來此地是故居」的石聯。隴西院占地面積8458平方公尺，建築面積771平方公尺。
隴西院保護範圍：東、南、西以現有圍牆為界，北至圍牆向天寶山方向外延30米。面積1.1公頃。